# Rajella caudaspinosa
Rajella caudaspinosa är en rockeart som först beskrevs av von Bonde och Swart 1923.  Rajella caudaspinosa ingår i släktet Rajella och familjen egentliga rockor. IUCN kategoriserar arten globalt som nära hotad. Inga underarter finns listade i Catalogue of Life.